# Giro del Piemonte 1953
Il Giro del Piemonte 1953, quarantaquattresima edizione della corsa, si svolse il 19 aprile 1953 su un percorso di 280 km. La vittoria fu appannaggio dell'italiano Fiorenzo Magni, che completò il percorso in 7h14'30", precedendo i connazionali Loretto Petrucci e Giorgio Albani.
Sul traguardo di Torino 58 ciclisti, su 112 partiti dalla medesima località, portarono a termine la competizione

## Ordine d'arrivo (Top 10)
| Pos. | Corridore          | Squadra          | Tempo    |
| ---- | ------------------ | ---------------- | -------- |
| 1    | Fiorenzo Magni     | Ganna-Ursus      | 7h14'30" |
| 2    | Loretto Petrucci   | Lygie            | s.t.     |
| 3    | Giorgio Albani     | Legnano          | s.t.     |
| 4    | Alfio Ferrari      | Welter-Ursus     | s.t.     |
| 5    | Luciano Maggini    | Atala            | s.t.     |
| 6    | Ettore Milano      | Bianchi-Pirelli  | s.t.     |
| 7    | Gino Bartali       | Bartali-Brooklyn | s.t.     |
| 8    | Antonio Bevilacqua | Benotto          | s.t.     |
| 9    | Bruno Monti        | Arbos            | s.t.     |
| 10   | Alfredo Pasotti    | Condor           | s.t.     |